# Лиман (комплекс радиоподавления)
«Лиман» — советский/украинский наземный мобильный комплекс радиоэлектронного подавления линий наведения авиации. Предназначен для защиты самолётов и сухопутных объектов от ударов авиации противника радиоподавлением её линий наведения с воздушных и наземных пунктов управления в диапазонах частот 100—400 и 960—1215 Мгц. Создан в «Научно-исследовательском институте комплексной автоматизации» (НИИКА).
«Лиман» способен обнаружить, классифицировать и подавить канал наводчика вражеской авиации, в результате чего его радиосвязь с ударным самолётом не состоится. В частности, «Лиман» способен надёжно глушить бортовые приёмники информации и команд на дистанциях до 200 км и достоверно обнаруживает сигналы радиоканалов на расстояниях до 450 км.

## Описание конструкции
Комплекс «Лиман» состоит из 12 единиц техники: пункта управления «Лиман-ПУ», станций установления помех («Лиман-П1» и «Лиман-П2») и состоит из четырёх основных элементов: 1) принимающего радиосигнал приёмника; 2) приёмной и передающей сигналы антенны; 3) оцифровывающих радиосигнал преобразователей; 4) усилителей.
Возможны два вида работ станций радиоэлектронного подавления комплекса: автономный и централизованный, по командам пункта управления комплекса «Лиман-ПУ». Комплекс имеет два режима работы: пассивный и активный. В пассивном режиме комплекс выявляет радиолинии — объект подавления посредством обнаружения радиосигналов, измерения их параметров (анализа) и классификации (определения принадлежности к радиолиниям — объектам подавления). В активном режиме комплекс излучает помеховый сигнал на частотах работающих радиолиний — объектов подавления.
Пункт управления и станции комплекса «Лиман-ПУ», «Лиман-П1» и «Лиман-П2» выполнены на базе автомобиля-носителя высокой проходимости и кузова-фургона (оборудованного системой жизнеобеспечения). Возможно использование автомобиля-носителя типа КрАЗ, КАМАЗ, ЗИЛ или другого типа. Электропитание изделий осуществляется от промышленной электросети или прицепной электростанции — трёхфазным переменным током частотой 50 Гц, напряжением 380±10 %В.

## Принципы функционирования
Объектами радиоподавления комплекса являются:
- все виды каналов УКВ радиосвязи и наведения диапазона частот 100—400 МГц, используемых для взаимодействия экипажей во время воздушной операции; для наведения самолётов на воздушные и наземные цели с воздушных и наземных пунктов управления; для передачи разведывательных данных с самолёта на пункт управления; для наведения самолётов на наземные цели передовыми авианаводчиками;
- каналы связи, управления и навигации диапазона частот 960—1215 МГц (типа JTIDS, TACAN).

Отличительной особенностью комплекса является эффективное радиоподавление современных помехозащищённых радиоканалов, использующих режим программного перескока рабочих частот (ППРЧ), а также ППРЧ в сочетании с расширением спектра радиосигнала (FHSS). Это достигается за счет высокого быстродействия средств радиоразведки комплекса, применения оригинальных корреляционных методов обнаружения шумоподобных радиосигналов, высокого энергопотенциала помехового сигнала. Для создания высокого энергопотенциала используются широкополосные активные передающие фазированные антенные решётки (АФАР).

## Тактико-технические характеристики
- Диапазоны рабочих частот:
  - «Лиман-П1»: 100—400 МГц;
  - «Лиман-П2»: 960—1215 МГц.
- Виды помеховых сигналов: прицельные по времени и частоте; заградительные в полосе частот[1]
- Размеры зоны глушения, км: 200 х 200 км
- Максимальная дальность обнаружения передатчиков воздушных пунктов управления и дальнего радиолокационного обнаружения, км: 450 км
- Время реакции комплекса:
  - при подавлении радиолиний с СЗЧ (FH), не более: 0,3 мс;
  - при подавлении радиолиний с ФРЧ (FOF), не более: 0,5 с.